# Diogenes leptocerus
Diogenes leptocerus is een tienpotigensoort uit de familie van de Diogenidae. De wetenschappelijke naam van de soort is voor het eerst geldig gepubliceerd in 1957 door Forest.